# Magma Arizona Railroad
| Lok Nr. 5 rangiert in Superior, Juni 1967 |                      |                                                  |                          |
| Die Magma Arizona Railroad östlich von Phoenix, 1947. |                      |                                                  |                          |
| Streckenlänge: | 45 km                |                                                  |                          |
| Spurweite: | 1435 mm (Normalspur) |                                                  |                          |
| Maximale Neigung: | 16,8 ‰               |                                                  |                          |
| Minimaler Radius: | 150 m                |                                                  |                          |
| |                      |                                                  |                          |
| \| \| 0,0 \| Superior (Arizona) \| 834 m ü. M. \| \| \| \| Silver King Mine Road \| \| \| \| 3,4 \| Thompson \| 777 m ü. M. \| \| \| \| Silver King Wash \| \| \| \| \| East Happy Camp Road \| \| \| \| \| East Hewitt Station Road \| \| \| \| \| Queen Creek (93 m) \| \| \| \| 11,1 \| Queen \| 679 m ü. M. \| \| \| 14,6 \| Hewitt Station Wasserstation \| 679 m ü. M. \| \| \| 15,9 \| M.P. 18 (von Magma aus) \| M.P. 18 (von Magma aus) \| \| \| \| East Hewitt Station Road \| \| \| \| \| East Hewitt Station Road \| \| \| \| \| US 60 \| \| \| \| 24,8 \| Florence Junction \| 581 m ü. M. \| \| \| \| AZ 79 \| \| \| \| \| Kanal (10 m) \| \| \| \| \| North Attaway Road \| \| \| \| \| Judd Road \| \| \| \| 45,1 \| Magma (Arizona) \| 484 m ü. M. \| \| \| \| li. Strecke der UP nach Phoenix (Arizona) \| \| \| \| \| re. Strecke der Copper Basin Railway nach Wooley \| \| \| \| \| \| \| \| Quellen: [1][2] \| \| \| \| |                      |                                                  |                          |
| Betriebs-/Güterbahnhof Streckenanfang (Strecke außer Betrieb) | 0,0                  | Superior (Arizona)                               | 834 m ü. M.              |
| Bahnübergang (Strecke außer Betrieb) |                      | Silver King Mine Road                            | Silver King Mine Road    |
| Dienststation / Betriebs- oder Güterbahnhof (Strecke außer Betrieb) | 3,4                  | Thompson                                         | 777 m ü. M.              |
| Brücke über Wasserlauf (Strecke außer Betrieb) |                      | Silver King Wash                                 | Silver King Wash         |
| Bahnübergang (Strecke außer Betrieb) |                      | East Happy Camp Road                             | East Happy Camp Road     |
| Bahnübergang (Strecke außer Betrieb) |                      | East Hewitt Station Road                         | East Hewitt Station Road |
| Brücke über Wasserlauf (Strecke außer Betrieb) |                      | Queen Creek (93 m)                               | Queen Creek (93 m)       |
| Dienststation / Betriebs- oder Güterbahnhof (Strecke außer Betrieb) | 11,1                 | Queen                                            | 679 m ü. M.              |
| Dienststation / Betriebs- oder Güterbahnhof (Strecke außer Betrieb) | 14,6                 | Hewitt Station Wasserstation                     | 679 m ü. M.              |
| Dienststation / Betriebs- oder Güterbahnhof (Strecke außer Betrieb) | 15,9                 | M.P. 18 (von Magma aus)                          | M.P. 18 (von Magma aus)  |
| Bahnübergang (Strecke außer Betrieb) |                      | East Hewitt Station Road                         | East Hewitt Station Road |
| Bahnübergang (Strecke außer Betrieb) |                      | East Hewitt Station Road                         | East Hewitt Station Road |
| Bahnübergang (Strecke außer Betrieb) |                      | US 60                                            | US 60                    |
| Dienststation / Betriebs- oder Güterbahnhof (Strecke außer Betrieb) | 24,8                 | Florence Junction                                | 581 m ü. M.              |
| Bahnübergang (Strecke außer Betrieb) |                      | AZ 79                                            | AZ 79                    |
| Brücke über Wasserlauf (Strecke außer Betrieb) |                      | Kanal (10 m)                                     | Kanal (10 m)             |
| Bahnübergang (Strecke außer Betrieb) |                      | North Attaway Road                               | North Attaway Road       |
| Bahnübergang (Strecke außer Betrieb) |                      | Judd Road                                        | Judd Road                |
| Abzweig quer, ehemals nach links und ehemals nach rechts | 45,1                 | Magma (Arizona)                                  | 484 m ü. M.              |
| |                      | li. Strecke der UP nach Phoenix (Arizona)        |                          |
| |                      | re. Strecke der Copper Basin Railway nach Wooley |                          |
| |                      |                                                  |                          |
| Quellen: |                      |                                                  |                          |

Die Magma Arizona Railroad (MAA) war eine US-amerikanische Eisenbahngesellschaft mit Sitz in Superior (Arizona) und bestand von 1915 bis 1997. Eigentümer war die Magma Copper Company. Sie verkehrte auf einer 45 Kilometer langen Strecke von Magma nach Superior, entlang der südlichen Grenze der Superstition Wilderness Area.

## Geschichte
Anfang 1914 besaß die Magma Copper Company eine Kupfermine in Superior und suchte nach einer Möglichkeit, ihr Kupferkonzentrat preisgünstiger zur Hütte in Hayden (Arizona) zu transportieren. Zu dieser Zeit kostete es dem Unternehmen zehn US-Dollar pro Tonne, um das Konzentrat von Superior nach Webster (heute Magma) zu transportieren. Webster lag an der Strecke der Southern Pacific Railroad. Die Entfernung betrug 50 Kilometer und die Erztransportwagen mussten von 20 bis 30 Maultieren, über schlechte Straßen, hinunter in die Ebene nach Webster gezogen werden. Es wurden mehrere Vorschläge eingereicht, die die Kosten senken sollten. Ein Vorschlag beinhaltete den Einsatz von LKWs, dies wurde jedoch abgelehnt, da Lastwagen zu dieser Zeit sehr unzuverlässig waren. Ein weiterer Vorschlag war, eine Seilbahn zwischen Miami (Arizona) und Superior zu erbauen. Auch dies wurde wegen kostspieliger Wartungsarbeiten abgelehnt. Die dritte Alternative war der Bau einer Bahnstrecke von Superior nach Webster an der Southern Pacific Linie nördlich von Florence.

### Projektierung der Bahnlinie
Der Ingenieur Edward G. Dentzer aus Pennsylvania überzeugte die Magma Copper Company, dass eine Eisenbahn der wirtschaftlichste Weg wäre, um ihr Kupfer zu transportieren. Zu Anfang mussten viele Probleme gelöst werden, die mit dem Bau einer Eisenbahn durch unberührtes, trockenes Wüstengebirge verbunden waren. Das Unternehmen hatte Schwierigkeiten bei der Entscheidung, ob eine Schmal- oder Normalspurbahn erbaut werden sollte. Ferner musste entschieden werden, ob Diesel- oder Dampflokomotiven für den Betrieb verwendet werden sollten. Die Baukosten waren letztendlich ausschlaggebend. In der endgültigen Entscheidung wurde der Dampfbetrieb auf Schmalspur (mit 914 mm) gewählt. Am 20. August 1914 präsentierte Ingenieur Dentzer seine detaillierte Vermessung und Kostenschätzung für den Bau einer Schmalspurbahn. Die Kosten durch die Wüstenebene zwischen Webster und Comet Peak sollten etwa 4600 US-Dollar pro Meile betragen. Für die Strecke durch das Vorgebirge des Pinal County nach Superior sollten es, wegen der vielen Bachläufe, dann 7700 Dollar pro Meile sein. Dentzer schätzte, dass sich die Gesamtkosten für den Bau der Schmalspurbahn, für die 48,5 Kilometer lange Strecke, auf 197.281 US-Dollar belaufen würden. Dies waren 9000 Dollar weniger als für eine 24 Kilometer lange Normalspurbahn durch die Ebene.
Parallel dazu hatte die Southern Pacific Railroad bereits 1912 eine Vermessung der Magma-Arizona-Linie beauftragt, lange bevor die Magma Copper Company den Bau einer Bahnstrecke in Betracht zog. Die Southern Pacific lehnte das Projekt jedoch ab. Sie war der Ansicht, dass die Magma Company nicht in der Lage wäre, ausreichende Mengen an Kupferkonzentrat zu produzieren, um den Bau einer Normalspurbahn zu rechtfertigen.

### Gründung der Magma-Arizona Railroad Company
Die Magma-Arizona Railroad Company wurde am 10. Oktober 1914 gegründet. Bautrupps errichteten bis zum 1. Dezember 1914 ein Basiscamp in Webster. Am 6. Februar 1915 konnte der Bauträger 28 Kilometer der Strecke von Webster bis zu einem Punkt, 3 Kilometer südlich des Bahnhofes Hewitt, am Queen Creek fertigstellen. Am 29. April 1915 erreichte die Schmalspurbahn den Endpunkt der Strecke bei Superior. Der Bau dauerte etwas mehr als fünf Monate. Am 1. Mai 1915 fuhr der erste Zug mit Kupferkonzentrat der Magma Arizona Railroad hinunter nach Webster (heute Magma). Dort wurde es auf die Normalspurwagen der Southern Pacific umgeladen und zur Hütte in Hayden transportiert. Bereits in den 1920er Jahren war die Strecke veraltet und nicht mehr in der Lage, mit den steigenden Anforderungen des expandierenden Betriebes der Magma Mine, Schritt zu halten.

### Umbau zur Normalspurbahn
Am 20. April 1922 wurde von der Magma Railroad Company der Bau einer neuen Normalspurbahn genehmigt. Damals wurde beschlossen, die Schmalspurbahn parallel zur Normalspur zu belassen, bis diese fertiggestellt war. Die Schmalspurbahn beförderte noch bis zum 1. April 1923 Post, Personen und Güter. Am 6. April 1923 wurde in Webster das Kupferkonzentrat letztmals von Schmalspur- auf Normalspurwagen umgeladen. Die Schmalspurfahrzeuge wurden Mitte Oktober 1924 außer Betrieb genommen, verkauft und die Strecke abgebrochen. Ab diesem Zeitpunkt war die Normalspurbahn in Betrieb und moderne Dampflokomotiven übernahmen den Transport. Die normalspurige Magma Arizona Railroad begann in Webster (heute Magma), einem Punkt etwas nördlich von Florence (Arizona), an der Southern Pacific Linie. Die Strecke verlief dann nordöstlich durch die flache Wüste nach Desert Wells bei Florence Junction. Östlich des Comet Peak musste die Bahnstrecke einige tiefe Einschnitte überwinden. Um die Steigung kontinuierlich beizubehalten, wurden hohe Bahndämme erbaut. 30 Kilometer von Webster entfernt befand sich der Bahnhof Hewitt, eine wichtige Wasserstation für Dampflokomotiven. Von dort aus folgte die Strecke dem Verlauf des Queen Creek bis zum Kreuzungsbahnhof Thompson. Danach begann der Aufstieg zum Endpunkt in Superior.
Zwischen 1920 und 1943 wurden auf der Strecke auch Rinder für die Viehzüchter im Umland transportiert. Eine große Viehverladung befand sich bis 1943 in der Nähe des Bahnhofes Hewitt. Danach wurde es für die Züchter rentabler, ihr Vieh per LKW zu transportieren.

### Der Dieselbetrieb
Am 22. August 1958 wurde die erste Diesellokomotive beschafft und daraufhin ging die Dampflok Nr. 6 „Little Mogul“ am 7. Januar 1961 in den Ruhestand. Die Lok Nr. 7 wurde am 10. Juni 1967 ausgemustert. Im September 1967 hatte die Lokomotive Nr. 5 ihren letzten planmäßigen Einsatz, wurde aber als Reserve vorgehalten und gelegentlich eingesetzt. Der letzte Einsatz war am 8. und 9. Dezember 1971 bei den Dreharbeiten zum Film „How the West Was Won“. Danach wurden weitere Diesellokomotiven angeschafft.

### Die Einstellung des Betriebes
Im Jahr 1996 wurde die Magma Copper Company von der Broken Hill Proprietary Company of Australia aufgekauft. Diese sah keinen Grund zum Fortbestand der Strecke und so wurde der Bahnbetrieb 1997 eingestellt.

### Ein Neubeginn?
Nachdem zwischen 2001 und 2003 große Kupfererzvorkommen östlich von Superior entdeckt wurden, ist es nicht ausgeschlossen, dass die Strecke unter neuem Namen reaktiviert wird. Die Gleise liegen größtenteils noch.

## Fahrzeuge
| Lokomotiven       |                             |                     |              |              | |      |
| Betriebs-Nr.      | Hersteller                  | Achsfolge/Modell    | Seriennummer | Baujahr      | Bemerkung | Bild |
| Dampflokomotiven  |                             |                     |              |              | |      |
| 5                 | Baldwin Locomotive Works    | 2-8-0 Consolidation |              |              | Wurde von der MAR neu erworben, 1968 an die Oregon, Pacific and Eastern Railway verkauft, ist im Galveston Railroad Museum ausgestellt.                                             |      |
| 6                 | Baldwin Locomotive Works    | 2-6-0 Mogul         | 31889        | Oktober 1907 | Bis 1960 in Betrieb, ist jetzt im McCormick-Stillman Railroad Park ausgestellt. |      |
| 7                 | Baldwin Locomotive Works    | 2-8-2 Mikado        | 46491        | 1922         | Ehem. Tremont and Gulf Railway, 1954 erworben, 1974 an die Texas State Railroad verkauft und wurde dort 1978 als Nr. 30 aufgearbeitet.                                              |      |
| Diesellokomotiven |                             |                     |              |              | |      |
| 1                 | American Locomotive Company | RS3                 | 80757        | Januar 1955  | Ehem. San Manuel Arizona Railroad Nr. 1, war als Magma Copper Co. beschriftet. |      |
| 3                 | American Locomotive Company | RS3                 | 81288        | März 1955    | Ehem. San Manuel Arizona Railroad Nr. 3, war als Magma Copper Co. beschriftet, 1999 an die Blacklands Railroad verkauft, seit 2018 Eigentum des Arizona State Railroad Museum.      |      |
| 8                 | Baldwin Locomotive Works    | S8                  | 75481        | März 1952    | Ehem. Medford Corporation Railroad Nr. 8, 1968 erworben, 1992 an die Central Oregon and Pacific Railroad verkauft und dort aufgearbeitet, war mit dynamischen Bremsen ausgestattet. |      |
| 9                 | Baldwin Locomotive Works    | S12                 | 75913        | Oktober 1953 | Ehem. McCloud Railway Nr. 31, wurde 1969 erworben, war in Superior eingelagert. |      |
| 10                | Baldwin Locomotive Works    | DRS6-6-1500         | 74812        | Juli 1950    | Ehem. McCloud Railway Nr. 29, 1969 erworben, bis 1991 in Betrieb, 1994 an das Arizona Railway Museum gespendet.                                                                     |      |
| [ 6 ]             |                             |                     |              |              | |      |